# Daniela Caracas
Daniela Caracas González (Cali, 25 aprile 1997) è una calciatrice colombiana, difensore dell'Espanyol e della nazionale colombiana.

## Carriera

### Club
Caracas inizia l'attività nel campionato colombiano, vestendo nel 2015 la maglia dell'Atlas Colombia di Bogotà, per trasferirsi la stagione successiva al Generaciones Palmiranas di Palmira.
Con l'istituzione del primo campionato professionistico colombiano di calcio femminile, la Liga Femenina Profesional de Fútbol Colombiano, Caracas si unisce all'Atlético Huila. Con il club di Neiva ottiene i maggiori successi in carriera, raggiungendo la finale nella stagione inaugurale del 2017 e vincendolo l'anno seguente battendo in finale il Nacional. Grazie a questo risultato la squadra ha avuto accesso all'edizione 2018 della Coppa Libertadores dove hanno vinto il titolo continentale battendo le brasiliane del Santos ai calci di rigore.
A stagione conclusa durante la seguente sessione invernale di calciomercato coglie l'occasione per disputare il suo primo campionato all'estero, firmando un contratto con il Dux Logroño inizialmente fino al termine della stagione 2019-2020, prolungato poi nell'estate di quell'anno per un'altra stagione. Alla suua prima stagione spagnola condivide con le compagne il miglior risultato sportivo ottenuto dalla squadra che conclude il campionato di Primera División al 7º posto e disputa, perdendola 3-0 con il Barcellona, la finale di Coppa della Regina. La stagione seguente la squadra perde competitività chiudendo il campionato al 17º posto e penultimo posto, venendo retrocessa in Segunda División. Caracas al termine della stagione lascia la società con un tabellino personale di 332 presenze complessive in Primera División.
Durante la sessione estiva di calciomercato 2021, il difensore colombiano si trasferisce all'Espanyol appena sceso in cadetteria.

### Nazionale
Caracas inizia a essere convocata dalla Federcalcio colombiana nel 2017, chiamata dal tecnico federale Carlos Alberto Quintero nella formazione under 20 che affronta i XVIII Giochi bolivariani a Santa Marta, squadra che al termine del torneo conquista il titolo per la seconda volta nella sua storia sportiva dopo quello di Trujillo 2013.
Nel dicembre di quello stesso anno arriva anche la prima convocazione in nazionale maggiore, chiamata da commissario tecnico Nelson Abadía con altre 24 calciatrici in uno stage preliminare in vista della Coppa America di Cile 2018 per poi essere confermata in rosa per il torneo a marzo dell'anno seguente. In quell'occasione Abadía la impiega in una sola occasione, facendola scendere in campo da titolare nel quarto e ultimo incontro del gruppo A, nella fase a gironi, condividendo con le compagne il superamento del turno da imbattute, ma dovendo poi scontrarsi con Argentina, Brasile e Cile nella fase finale e riuscendo a pareggiare solo con quest'ultimo concludendo il torneo al 4º posto, risultato che preclude alla sua nazionale l'accesso al Mondiale di Francia 2019 e al torneo di calcio femminile alle Olimpiadi di Tokyo 2020.
In seguito Abadía le rinnova la fiducia e inserita in rosa per i Giochi panamericani di Lima 2019, gioca tutti i cinque incontri che vedono la Colombia superare la fase a gironi, da seconda, con una vittoria e due pareggi, poi superare in semifinale la Costa Rica ai tempi supplementari con il risultato di 4-3 e infine conquistare il suo primo trofeo nei Giochi panamericani battendo in finale l'Argentina ai calci di rigore.

## Palmarès

### Competizioni nazionali
- Campionato colombiano femminile: 1

Atlético Huila: 2018
- Coppa Libertadores: 1

Atlético Huila: 2018

### Nazionale
- Giochi panamericani: 1

2019